# Vérjniaya Mamaika
Vérjniaya Mamaika (del ruso: Верхняя Мамайка) es un microdistrito perteneciente al distrito Central de la unidad municipal de la ciudad-balneario de Sochi del krai de Krasnodar del sur de Rusia. Está situado en el límite occidental del distrito, sobre el curso inferior del río Mamaika. Antes de la reforma que creó la unidad municipal era un seló.